# Job raillé par sa femme
Job raillé par sa femme est un tableau peint par Georges de La Tour, dont la date inconnue a été disputée par les historiens.

## Présentation
Le tableau est d'abord nommé "le prisonnier", et c'est ainsi que René Char le connait en 1943. Aujourd'hui on le considère comme représentant l'épisode biblique de job, même si cette hypothèse ne fait pas non plus consensus
Sterling y voyait une œuvre de la jeunesse du peintre, alors que pour Rosenberg c'est un tableau de la fin de sa carrière daté vers 1650. À l'origine apparenté à l'école italienne du XVIIe siècle, il entre dans les collections du Musée départemental d'art ancien et contemporain d'Épinal en 1829. Attribué à La Tour en 1922 par Louis Demonts, l'attribution est confirmée lors de la restauration du tableau en 1972, qui révèle la signature du peintre « G De La Tour fecit ».

## Dans les arts
Le tableau, comme plusieurs autres toiles de La Tour, a frappé l'imaginaire et a inspiré les artistes du XXe siècle comme les écrivains André Malraux, Louis Aragon, René Char et Pascal Quignard.
L'auteur de romans policiers Muriel Spark a placé en 1985 ce tableau au centre d'une intrigue dans l'Unique Problème.
André Malraux évoque La Tour en 1951 dans les voix du silence.
Pendant la seconde guerre mondiale, René Char, dans ses feuillets D'Hypnos, évoque au 178e feuillet la reproduction du tableau qu'il a piqué au mur de son bureau de résistant, avec la citation "Reconnaissance à Georges de La Tour qui maîtrisa les ténèbres hitlériennes avec un dialogue d'êtres humains"
Le tableau fait partie de ceux que Pierre Brochant tente de cacher pour échapper au contrôle fiscal dans le film Le dîner de cons.